# Liga Nacional de Futsal de Ecuador
La Liga Ecuatoriana de Fútbol Sala es el principal campeonato oficial de Primera Divison de fútbol sala en Ecuador, y es organizada por la Federación Ecuatoriana de Fútbol.
El equipo campeón clasifica anualmente a la Copa Libertadores de Futsal del año entrante.

## Equipos participantes
Dental imagen, 
Societa sportiva bocca,
Aviced, 
AKD,
La UNE,
Atlético Galápagos, 
Divino Niño

## Campeones

### Títulos por año
| Liga Ecuatoriana de Fútbol Sala |                                                |                                                |                                                |
| Año                             | Campeón                                        | Resultado                                      | Subcampeón                                     |
| 2005                            | Club Didí (Guayaquil)                          |                                                | Walter Sport                                   |
| 2006                            | Club Didí (Guayaquil)                          |                                                | Club Metálica (Guayaquil)                      |
| 2007                            | Espuce (Quito)                                 |                                                | Candel (Guayaquil)                             |
| 2008                            | Club Didí (Guayaquil)                          |                                                |                                                |
| 2009                            | Club Walter Sport (Portoviejo)                 |                                                | Liga Deportiva Cantonal de Jipijapa            |
| 2010                            | No hubo campeonato                             |                                                |                                                |
| 2011                            | Universidad Católica de Guayaquil              |                                                | Club Hipofisis (Machala)                       |
| 2012                            |                                                |                                                |                                                |
| 2013                            |                                                |                                                |                                                |
| 2014 - 2015                     | Atlético Galápagos                             |                                                | Club Walter Sport (Portoviejo)                 |
| 2015 - 2016                     | Atlético Galápagos                             |                                                | ESPE                                           |
| 2016                            | Società Sportiva Bocca                         |                                                | Atlético Galápagos                             |
| 2017                            | Società Sportiva Bocca                         |                                                |                                                |
| 2018                            | Società Sportiva Bocca                         |                                                |                                                |
| 2019                            | Società Sportiva Bocca                         |                                                | Club Walter Sport (Portoviejo)                 |
| 2020                            | Sin campeonato por la Pandemia del COVID - 19. | Sin campeonato por la Pandemia del COVID - 19. | Sin campeonato por la Pandemia del COVID - 19. |
| 2021                            | Società Sportiva Bocca                         |                                                | Dental Imagen (Jipijapa)                       |
| 2022                            | Società Sportiva Bocca                         |                                                | Dental Imagen (Jipijapa)                       |
| 2023                            | Società Sportiva Bocca                         |                                                | Club Halley Divino niño (Jipijapa)             |
| 2024                            | Club Halley Divino Niño (Jipijapa)             |                                                | AKD FC                                         |